# Schmidtolus parvior
Schmidtolus parvior är en mångfotingart som beskrevs av Chamberlin 1953. Schmidtolus parvior ingår i släktet Schmidtolus och familjen Allopocockiidae. Inga underarter finns listade i Catalogue of Life.